# 龍が如くシリーズにおける年表
龍が如くシリーズにおける年表（りゅうがごとくシリーズにおけるねんぴょう）では、セガのアクションアドベンチャーゲーム『龍が如く』シリーズ（『クロヒョウ』『JUDGE EYES:死神の遺言』『LOST JUDGMENT 裁かれざる記憶』含む）における架空の出来事を年表形式に掲載する。この世界の出来事は現実の時間軸に沿って展開する設定になっており、以下の年代表記は西暦である。
なお、時系列を共有しない作品（『龍が如く 見参!』『龍が如く OF THE END』『龍が如く 維新!』）は除外する。

## 注意事項
サブストーリーや、重要でない（人物の）出来事は記載しない事。

## 1940年代以前
1816年
- インカの財宝を積んだスペイン船・エスペランサ号がハワイ南方1600kmのパルミラ環礁にて海賊の襲撃を受け乗っ取られる。程なくして嵐によりネレ島付近に座礁したため、乗組員である海賊がネレ島の洞窟に略奪した財宝を隠すべく現地の村人を口封じのために皆殺しにする。その後、島内から脱出した海賊の一人がアメリカの捕鯨船に保護され、宝の在り処を手記として書き残す。（『龍が如く8外伝 Pirates in Hawaii』）

## 1940年代
時期不明
- 広瀬徹、当時引き連れていた愚連隊の仲間と共に巌見造船の事務所に盗みに侵入、失敗して捕らえられるものの社長の巌見兵三に腕っぷしの強さと度胸を見込まれて陽銘連合会の一員となる。(『龍が如く6』)

1941年
- 郷田仁誕生。

1945年
- 大道寺稔が独断で軍費を横領し全長300mを越える巨大戦艦「超大和型」建造を巌見造船に依頼するも、完成しないまま第二次世界大戦が終結する。（『龍が如く6』）
- 風間新太郎誕生。

1948年
- 嶋野太誕生。

1949年
- 風間譲二誕生。

## 1950年代
1952年
- 占領軍が撤退した戦後内閣において、黒幕と称されるまでの権力者となった大道寺は、戦艦隠蔽を依頼している巌見兵蔵に対し、内閣の裏金で戦艦建造費の一部を賠償。不足分は、巌見に有利に働く法案を次々と成立・執行させる「国家の法の私物化」をすることで償いを見せ、結果的に、巌見自身も大道寺を通して、政府の人間と裏で密利に通じる関係を持つことになる。また、巌見は秘密を守る組織「陽銘連合会」を立ち上げることにもなった。(『龍が如く6』)

1953年
- パレカナの教徒ブライスが当時の教祖夫妻を強盗の仕業に見せかけて殺害、そのまま新しい教祖の座に就き教団を支配する。(『龍が如く8』)

1955年
- 荒川真澄誕生。

1956年
- 世良勝誕生。

1957年
- 堂島弥生誕生。
- 劉 家龍誕生。

1958年
- アンドレ・リチャードソン誕生。

1959年
- 浜崎豪誕生。

## 1960年代
1960年
- 神田強誕生。
- 足立宏一誕生。

1961年
- 沢城丈誕生。

1963年
- 立華鉄誕生。

1964年
- 千石虎之介誕生。
- 金大津、池頻敏誕生。
- 5月14日、真島吾朗誕生。

1965年
- 冴島大河誕生。

1968年
- 6月17日、桐生一馬誕生[1]。
- 10月8日、錦山彰誕生[1]。
- マキムラマコト誕生。

1969年
- 異人町で偽札の運び屋を行っていた劇団の座長荒川斗司雄が偽札を持ち出される失態を犯したため、荒川親子が食事を取っていた平安樓に忍び込んでいた星野龍平に殺害される。この件によって一座は解散し、息子の荒川真澄は極道の世界に足を踏み入れる事になる。程なくして偽札を運び出した荒川よう子も愛人と共に始末された[注 1]。（『龍が如く7』）

## 1970年代
1971年
- 6月30日、澤村由美誕生[1]。

1972年
- 田中シンジ誕生。

1975年
- 品田辰雄誕生。

1976年
- 郷田龍司誕生。
- 堂島大吾誕生。
- 荒川真澄、父を殺害した星野龍平と対面する。（『龍が如く7』）

1977年
- 1月1日、荒川真澄、氷川興産組長の娘・氷川百合子との縁談を持ち掛けられるも、愛人の岸田茜との関係が発覚したことで、氷川興産に誘拐される事件が発生。彼女の生存を信じ、荒川は単身、氷川興産組員を片っ端から襲撃して事務所に乗り込み、彼女の行方を探るために氷川組長を問い詰めた所で、殺し屋に任務中止の連絡をするよう銃口を向けるが、逆に自分がこの場で殺されても任務は遂行されると言い放ち拒否。そんな怒り狂う荒川を横目に嘲笑いながら死に絶えるまで拷問を続けられ絶命し、氷川興産は事実上壊滅した。一連の騒動後に百合子は真澄との間に子供（後の海老名正孝）を授かっていたことが判明する。同時期、茜は追っ手から逃れる中で、当時、勤務していたソープランド『桃源郷』の一室で赤ん坊（後の春日一番）を出産し、追っ手から逃れるために茜は真澄に神室町のコインロッカーで赤ん坊を引き渡す約束をするも、後に姿を消した。同日、沢城丈、荒んだ家庭環境から神室町で喧嘩に明け暮れ、そこで出会った少女と同棲生活の果てに赤ん坊（後の荒川真斗）を妊娠させてしまい、処置に困って新宿駅のコインロッカーに遺棄して施錠した。このことを後悔した少女を追いかけて再度駅に向かったところ、施錠したコインロッカーをこじ開けようとする荒川真澄と、さらにその後施錠されていないロッカーから子供を救い出す人物を目撃、全くの偶然で同じ日の同じ時間、隣のロッカーに自分の子と荒川の子が入れられていたこと、そして荒川がそれを取り違えた事を知る真斗は荒川真澄に引き取られ、春日は桃源郷の店長春日次郎に引き取られる。（『龍が如く7』及び『龍が如く８』）
- 冴島大河の両親亡くなる。その後、冴島大河は冴島靖子の義理の兄になる。（『龍が如く4』）
- 1月20日、当時、学生運動指導者を務めていた世良勝が警察に逮捕される。同時期、世良勝と神宮京平が知り合う。（『龍が如く』）

1978年
- 秋山駿誕生。
- 難波悠誕生。

1979年
- 風間譲二、警察内部で兄（風間新太郎）が東城会の幹部であることが理由で迫害を受け警察を辞任する。この事件をきっかけに譲二はCIAへ移籍する[注 2]。（『龍が如く3』）

## 1980年代
1980年
- 上野誠和会に所属する杉内順次が、警察の内情を知るため警察学校に入校し後に刑事になる[注 3]。（『龍が如く4』）
- 冴島大河、妹靖子の腎臓移植のために要求された金額3000万円を肩代わりしてもらう代わりに笹井組に入る[注 4]。(『龍が如く4』)
- 12月25日、東城会による真拳派襲撃事件発生。この事件により、ボスを含む真拳派構成員のほぼ全てが風間新太郎と嶋野太により殺害される。この際に風間は若き真拳派構成員の金大津と池頻敏を逃がす。同日、今回の事件を担当していた瓦次郎は、真拳派ボスの妻・鄭秀淵とその息子（後に郷田仁の養子となる郷田龍司）を保護し、同担当刑事の別所勉と共に負傷した真拳派構成員・朴会宗を関西へ逃がす。（『龍が如く2』）
- 海藤正治誕生。

1981年
- 谷村正義誕生。
- 6月、瓦次郎と鄭秀淵が同居。後に結婚し二人の間に娘（後の狭山薫）を儲ける。その後、秀淵は真拳派構成員に殺害され、娘は狭山民代の元へ預けられる。（『龍が如く2』）

1982年
- 大道寺稔が巌見兵三に対し、改めて尾道の秘密の厳守厳命を迫った事で、巌見は当時、その事を知っていた陽銘連合会幹部達の殺害を広瀬徹に命じる。(『龍が如く6』)

1983年
- 八神隆之誕生。

1984年
- 島袋力也誕生。
- 3月、桐生一馬、錦山彰と共に中学校を卒業と同時に堂島組へと入る。（『龍が如く』）
- 荒川真澄、荒川組を旗揚する。この際に星野龍平から裏が白紙の偽札を送られる。（『龍が如く7』）

1985年
- 堂島組が東城会の直系組織に昇格する。（『龍が如く』）
- 3月17日、夏目美希子誕生。（『DLC「海藤正治の事件簿』）
- 4月21日[2]、笹井組を東城会の直系組織とするため笹井組若衆の冴島大河が都内飲食店にて上野誠和会の組員20名を拳銃で襲撃[注 5]。直後に警察に出頭し、殺人容疑で逮捕された後、死刑判決を受ける。同日、真島吾朗が、葛城と繋がっていた柴田組に監禁され、構成員に抵抗し左目を刺され隻眼となる。後日、この事件を調査していた谷村大義（谷村正義の養父）が真相に辿り着いたため、杉内順次によって殺害される。また、この事件で笹井組は解散となり、柴田組が直系組織に昇格する。（『龍が如く4』）

1986年
- キム・ヨンス（後のハン・ジュンギ）誕生。
- 真島吾朗、冴島の件で東城会の意向に逆らったとして嶋野によって約1年間拷問を受けた後、近江連合の佐川組に引き渡され、キャバレーの支配人として働かされるなど、ほぼ奴隷同然の扱いを受ける。（『龍が如く0』）
- マキムラマコト、行方不明の兄である立華鉄を探すために、職を転々としながら大阪の蒼天堀で暮らすが、尾田純が所属する韓国系マフィア組織に売り飛ばされてしまう。その後、非合法な売春に従事させられたことが原因で、極限のストレス状態から発生する心因性視力障害を負い、ほぼ失明状態となる。（『龍が如く0』）

1987年
- 嶋野組が東城会の直系組織に昇格する。（『龍が如く』）
- アンドレ・リチャードソン率いる武器密輸集団、通称ブラックマンデーが、ニューヨーク株式市場の株価大暴落を裏で操り、世界大恐慌の引き金となる。（『龍が如く3』）

1988年
- 沢城丈、茜の目撃情報を得た荒川真澄の指示を受け彼女の故郷であるハワイに渡航する。真相の発覚[注 6]を恐れた沢城は茜の殺害を目論むが、彼女から死んだ事にしてほしいと告げられた事で踏み止まる。茜の要望通り死亡して死体は始末された事を伝えられた荒川は彼女の捜索を打ち切る。沢城はその後も茜が郷愁にかられて帰国するのを防ぐために監視する意味も込めて荒川が亡くなるまで手紙でのやり取りを続ける。(『龍が如く8』)
- 6月、風間新太郎、自身の賭場が警察によって摘発された影響で逮捕される[注 7]。同時期、中国系組織の刺客だった李文海は、敵組織であり、マコトを売り飛ばした韓国系マフィアと揉め、襲撃。李はマコトをはじめ、非合法な手段で誘拐された女性が集められていたのを発見。彼女たちは脱出のチャンスが来たことで散り散りに逃げていったが、目が見えないマコトだけは李にすがりついたまま動かなかった。当時難病の娘をみすみす死なせてしまった過去を持つ李は、娘に似た面影を持つ彼女を放っておけず、自身が経営する「ほぐし快館」に整体師として雇い入れて匿うことになる。（『龍が如く0』）
- 12月[3]、神室町21世紀再開発計画が始まり、この計画に必要な「カラの一坪」を巡って騒動が起こる。同時期、桐生一馬が殺人事件の疑惑をかけられ、容疑を晴らすために堂島組を離れ、立華不動産に勤める。この騒動で阿波野大樹、尾田純、立華鉄、西谷誉（初代）が死亡し、久瀬大作、渋澤啓司も警察に逮捕される。これがきっかけで堂島組は若頭補佐三人を失い、久瀬拳王会、泰平一家、渋澤組の跡目が不在となった為に堂島組に吸収される。日侠連総裁の世良勝がマキムラマコトから「カラの一坪」の所有権を譲り受けた事に加え、これまでの堂島組の悪事の証拠として殺し屋・老鬼の身柄を確保して穴倉へと監禁。堂島組は「神室町再開発計画」の主導権を失い、出所予定の風間に組の実権をほとんど奪われる事になる。騒動後、桐生は堂島組に、真島も嶋野組に復帰する。（『龍が如く0』メインストーリー）

1989年
- 「カラの一坪」騒動後、近江連合直参佐川組組長の佐川司は近江連合の神室町進出計画に失敗し、その責任を取らされ近江の組員によって射殺される。世良勝、二代目代行の二井原隆の引退に伴い、東城会本家若頭に就任。風間も刑務所から出所する。（『龍が如く0』メインストーリー）

## 1990年代
時期不明
- 山井豊、自身が所属していた東城会系田端組の組長の妻・田端唯との痴情のもつれから組長である田端修二を殺害するも、唯の裏切りに合い親殺しの罪で組を絶縁され、海外逃亡。そのままハワイに流れ着き、山井一派を立ち上げる。（『龍が如く8』）

1992年
- 真島吾朗と朴美麗が出会い後に結婚する。その後、子供を授かるも当時アイドルだった朴がアイドル活動を続けていく為に独断で子供をおろしたことが原因で離婚する。（『龍が如く5』）
- 8月15日、右京龍也誕生。

1993年
- 世良勝、東城会三代目会長に就任。（『龍が如く』）
- 桐生一馬、偽造パスポートの交渉に不服であった蛇華に誘拐され、助けに来た新太郎が蛇華の構成員の攻撃を受け重傷を負う。このことが原因で新太郎は杖をつくようになる。（『龍が如く』）
- 品田辰雄、プロ野球チーム「名古屋ワイバーンズ」に入団、ライバルであった澤田有希も、「東京ギガンツ」に入団しプロ入りをする。すぐに一軍登録されエースとなった澤田とは対照的に、品田は4年間ファーム生活を送ることになる。（『龍が如く5』）
- 杉浦文也誕生。

1994年
- 春日一番、育ての親である春日次郎の死などを機に16歳の時に東城会系荒川組に入る。（『龍が如く7』）

1995年
- 右京龍也の母親が、働いていた店の経営者らとともに放火により死亡。この事件で同じく経営者の父を失った娘（後の右京冴子）が右京家の養子となり二人は義理の姉弟になる。（『クロヒョウ』）
- 10月1日[4]、錦山彰による堂島宗兵殺害事件発生。桐生は錦山をかばって警察に逮捕され殺人罪で10年間服役、堂島組から破門を言い渡される。この事件を担当した伊達真は、事件に固執し過ぎたため一課から四課へ異動、事実上の左遷となる。（『龍が如く』）
- 11月、錦山彰が妹の手術を担当する主治医・日吉公信から臓器ブローカーの紹介を唆され、紹介料捻出のために金を集めるも、日吉に金を持ち逃げされる形で裏切られる。程なくして妹が死亡したため、これを機にいかなる手段を用いてでも東城会を手中に収める事だけを心の支えとするようになる[注 8]。（『龍が如く 極』）

1996年
- 堂島組が解散となり風間組に吸収され、風間組が東城会の直系組織に昇格する。同時期、錦山彰が風間の許可を得て錦山組を旗揚する。（『龍が如く』）
- 澤村由美、神宮京平と事実婚の関係になり、澤村遥を授かる。（『龍が如く』）
- 3月、海藤正治が中学校を卒業後に松金組へ入門する。

1997年
- 錦栄町の住民たちにより自警組織として名古屋組が結成される。
- 品田辰雄、一軍登録後、初打席でサヨナラホームランを打つも、野球賭博関与事件の疑いで球界を永久追放され[5]、生活のために風俗系のルポライターとなる。また当時名古屋ワイバーンズの監督だった冨士田が前述の賭博事件を理由に監督を辞任する。（『龍が如く5』）

1998年
- 八神隆之、15歳の時に弁護士の父が勝ち取った無罪判決に納得いかなかった被害者遺族の凶行によって両親が殺害され、それから親元からも離れて以降は神室町で荒れた生活を送っていたが、源田龍造や松金貢といった理解者に支えられて父と同じ弁護士の道を志すようになり、後に弁護士資格を取得して弁護士となる。（『JUDGE EYES:死神の遺言』）
- 秋山駿、東都大学法学部に入学する。
- 足立宏一、資産家の老夫婦が強盗に殺害された事件の隠蔽された真相を明るみにしようとマスコミ各社に情報提供を試みるが、当時神奈川県警の本部長だった堀ノ内十郎の圧力により情報は全て揉み消され、足立自身も免許センターへ左遷される。(龍が如く7)

## 2000年代
2000年
- 桐生一馬、服役中に東城会の刺客によって襲われるも返り討ちにする。（『龍が如く』）
- 神宮京平が由美とのスキャンダルを嗅ぎつけたフリー記者を殺害、世良と共に証拠隠蔽を図る。直後に由美と遥の抹殺を図るも風間により阻止される。（『龍が如く』）
- 澤村由美が「澤村美月」を名乗って麗奈が経営するスナック「セレナ」で4年間働く。
- 錦山組、風間組から独立し東城会の直系組織に昇格する。（『龍が如く』）

2001年
- 1月1日、荒川組の若衆として活動していた春日一番が荒川組組長・荒川真澄の申し出を受け、殺人を犯したとされる若頭・沢城丈の罪を被り警察に出頭する[6][7]。（『龍が如く ONLINE』および『龍が如く7』）
- 堂島大吾、近江連合の罠により警察に銃刀法違反で逮捕され、5年間服役する。（『龍が如く2』）
- 狭山薫、国家公務員II種試験をパスし、その約1年後、人事院からの推薦を受けて大阪府警察の準キャリア（階級は巡査部長）として採用される。（『龍が如く2』）
- 荒川真斗、自らの死を偽装し「青木遼」と名乗る。低体温症の治療手術を受ける為に渡米し、手術成功後は帰国せずに留学。留学中に小笠原肇と知り合う[注 9]。（『龍が如く7』）

2002年
- 春日一番、服役中に荒川組を侮辱した囚人に激昂し彼等を病院送りにする。結果として出所までの刑期が3年延びる事となる。（『龍が如く7』）

2004年
- 澤村美月（澤村由美）がセレナをやめ、ミレニアムタワーにスナック「アレス」を開店する。（『龍が如く』）
- 青木遼、小笠原肇と共に民間団体「ブリーチジャパン」を設立。グレーゾーンの漂白をスローガンに活動を始めるようになる[注 10]。（『龍が如く7』）

2005年
- 神田強、強姦罪で警察に逮捕される。（『龍が如く3』）
- 秋山駿、上司によって横領の罪を被せられ東都銀行をクビになる。その後、潔白を証明するため再起を図るも失敗続きで全てを失い、ホームレスにまで身を落とす。（『龍が如く4』）
- 新井弘明、東城会の内情調査と乗っ取りを画策する宗像征四郎の命を受けて潜入捜査官として金村興業に入る。（『龍が如く4』）
- 12月5日[8]、東城会100億円盗難事件発生。この事件が発端となり、現（三代目）東城会会長・世良勝は錦山彰に暗殺（命じたのは神宮京平）され、100億円を巡る跡目争いが勃発。風間新太郎、嶋野太、麗奈、田中シンジなどが死亡し、澤村由美も愛娘・遥を庇い命を落とす。錦山彰はケジメとしてミレニアムタワーを爆破させ、神宮京平と100億円とともに散る。事件終結後、桐生一馬、世良勝の遺言及び風間新太郎の推薦を受け東城会四代目会長を襲名し義理を果たす。同時に引退し、澤村遥と共に神室町を離れ堅気の道へ進む。東城会五代目会長は、桐生自身の推薦もあり、寺田行雄が就任。（『龍が如く』メインストーリー）
- 12月、秋山駿、ミレニアムタワー爆破により空に舞った100億円の一部（約100万円）を拾う。一時、そのお金を街のゴロツキに盗まれるが、金村興業の新井弘明に助けられ、以来、彼に一方的に肩入れするようになる。その後、拾ったお金を元手に増額し消費者金融「スカイファイナンス」を起業。（『龍が如く4』）
- 12月、100億円事件後、伊達真は警察を辞職し、一人娘・沙耶と共に暮らす道を選ぶ（後に京浜新聞社に就職）。伊達の後輩刑事・須藤純一は上層部に逆らい伊達に協力したことにより一課から四課への異動を命じられる。（『龍が如く2』）

2006年
- 先代を失った東城会の直系組織は、風間組を柏木修、錦山組を新藤浩二がそれぞれ二代目組長を襲名。独立した真島組のメンバーを除く嶋野組の人員は錦山組に移籍した。（『龍が如く2』）
- 堂島大吾、2001年から5年間経ち、釈放される。
- 2月、真島吾朗、自身や柏木ら古参の者を排斥し、周りにイエスマンしか置かない寺田の五代目東城会と袂を分かち、真島組を建設会社「真島建設」に変える[注 11]。（『龍が如く2』）
- 4月、狭山薫が警部補に昇進と同時に四課の主任となる。（『龍が如く2』）
- 6月、一輝がジングォン派に誘拐され監禁される（『龍が如く2』）。
- 12月15日[9][10]、関西近江連合直系郷龍会会長・郷田龍司を筆頭に、ジングォン派と手を組んだ近江連合によって神室町が侵攻され、東城会との抗争が勃発する。この事件により新藤浩二、千石虎之介、郷田仁、寺田行雄、高島遼などが死亡し、そして事件を追っていた瓦次郎は警察内部に潜入していたジングォン派の生き残りである、倉橋渉との銃撃戦で相打ちとなり、共に息絶える。侵攻の旗振り役である郷田龍司も桐生との戦いに敗れ、生死不明となる。結果的に東城会・近江連合共に両者の会長を失う痛み分けに終わる。（『龍が如く2』メインストーリー）

2007年
- 神田強、刑務所から出所し、その後、三代目錦山組組長を襲名する。同時期、峯義孝、神田からの紹介で東城会に足を踏み入れ、後に白峯会を旗揚し、直系組織となる。（『龍が如く3』）
- 1月[11]、抗争事件終結後、桐生は養護施設「アサガオ」の運営の為、遥と共に沖縄へ移住し、真島は桐生からの要請で東城会六代目会長に就任した大吾を支えるために東城会に復帰する。また、桐生と行動を共にしていた女刑事・狭山薫は新設部署の教育係として米国へ転勤、四課に左遷されていた須藤は一課へ復帰など、今回の事件の内情を知りすぎた二人はそれぞれの希望部署に配属され口封じ的な昇進を受ける。（『龍が如く3』）
- 7月、桐生と琉道一家が立ち退きをめぐって対立。（『龍が如く3』）
- 海藤正治が所属している松金組で、敵対勢力によって組長の松金貢が襲撃される事件が発生。海藤も重傷を負った組長に代わり、敵対勢力の組への報復のために我が身を捨ててでも松金を助けようと松金組事務所へ向かおうとするが、同棲していた恋人の夏目美希子の必死の猛反対を押し切り、カチコミを実行して彼女に失望されたことで、交際は終わりを告げた。（『DLC「海藤正治の事件簿」』）

2008年
- 3月、玉城鉄生による咲誘拐事件発生。この事件を境に桐生と琉道一家が友好関係となる。同時期、民自党の田宮隆造と鈴木善伸が沖縄の米軍基地拡大法案を巡って対立する。（『龍が如く3』）
- 9月、黒河学園にて、厚生労働省の事務次官の楠本玲子の息子楠本充が同級生からのいじめによる自殺未遂事件が発生。いじめに加わった生徒の内、川井信也だけ退学処分となり、当時担任を務めていた喜多方悠（後の桑名仁）はこの出来事の影響で教職員を退職し、充をいじめた生徒に復讐するために異人町で便利屋として活動する。（『LOST JUDGMENT 裁かれざる記憶』）

2009年
- 夏目美希子、海藤と別れた事を機にかねてから両親より勧められていた貞元響也と結婚する。後に息子の准を出産する。(『LOST JUDGMENT 裁かれざる記憶DLC「海藤正治の事件簿」)
- 夏目美希子の実家が放火され両親と妹の真帆が死亡。犯人とされる男は事件後、首を吊って自殺する。(『LOST JUDGMENT 裁かれざる記憶DLC「海藤正治の事件簿」)
- 右京龍也、他校の生徒に重症を負わせ、傷害罪で少年院に入所。（『クロヒョウ』）
- 3月[11]、ブラックマンデーによる名嘉原茂、堂島大吾銃撃事件発生。やがて桐生や養護施設・アサガオ、CIAを巻き込み、沖縄のリゾート開発を巡る利権問題に発展していくこととなる。この事件により錦山組や白峯会などが桐生によってほぼ壊滅に追い込まれる。神田強、玉城鉄生、島袋力也らが死亡し、柏木修、劉家龍らは意識不明となる。黒幕である峯義孝は、全てのケジメを取るべくブラックマンデーのリーダーであるアンドレ・リチャードソンを道連れに、東都大学附属医学病院の屋上から転落し、死亡する。事件終結後、浜崎豪が今回の事件で全てを失い、その腹いせに桐生をナイフで刺し警察に逮捕される。（『龍が如く3』メインストーリー）

## 2010年代
2010年
- 鶴見正の息子が賄賂によって順番を操作された生体肝移植を受ける。同時に、野崎亮の恋人・市川静香は本来受けられる筈だった治療を受けられず死去。（『クロヒョウ2』）
- 野崎亮が阿修羅に接触。阿修羅の急激な拡大と犯罪組織化が始まる。（『クロヒョウ2』）
- 青木遼、参議院議員選挙に民自党公認候補として初出馬、初当選を果たす。（『龍が如く7』）
- 3月1日、新井弘明による伊原勝射殺事件発生。この事件を巡って上野誠和会と東城会が対立し、警察上層部を巻き込む一大事件となる。柴田和夫、杉内順次、葛城勲、冴島靖子らが死亡し、警視副総監・宗像征四郎も汚職を暴露され、拳銃自殺する。事件終結後、伊達真、捜査一課の刑事に復職、谷村も生活安全課から捜査一課へ異動となる。冴島大河、桐生と真島の推薦を受けて東城会直系冴島組を旗揚する。（『龍が如く4』メインストーリー）
- 9月、右京龍也、闇金を裏稼業としている中華料理店「趙楽」を襲撃。この襲撃後、趙楽オーナーの所属している九鬼組に捕まり、ドラゴンヒートで10連勝をかけて戦うことになる。龍也は、ドラゴンヒートでの戦いを通じてその裏で起こっていた自身にも関わる事件の真相に辿りつき、全てに決着をつける。（『クロヒョウ』メインストーリー）
- 12月、冴島大河、かつて自分の犯した傷害罪の贖罪として、自ら網走刑務所に収監される[12]。（『龍が如く5』）

2011年
- 鶴見正、都知事選に当選し東京都知事になる。（『クロヒョウ2』）
- 3月、右京龍也、武者修行のため渡米し地下闘技場で戦いの日々に明け暮れる。後に日本の大手ボクシングジム「剛拳ジム」に目をかけられプロボクサーデビューを約束される。（『クロヒョウ2』）
- 6月、自身の夢を託せる逸材を求め各地を奔走していた、大阪の芸能事務所「ダイナチェア」の社長・朴美麗は、沖縄で澤村遥と運命的な出会いを果たし彼女に目を掛ける。その後、その夢を叶えるため東京に向かい、スカイファイナンスのテストをクリアして3億円の融資を受ける。（『龍が如く5』）
- 12月、馬場茂樹、網走刑務所に移送される[13]。（『龍が如く5』）

2012年
- 3月、阿修羅による東京制圧作戦開始。帰国しプロボクサーデビューを控えていた右京龍也は、ドラゴンヒートを守るためプロボクサーデビューを捨て、阿修羅との戦いに身を投じる。龍也は、阿修羅との戦いを通じてその裏で起こっていた事件の真相に辿りつき、全てに決着をつける。鶴見正はこの事件を裏で操っていたことが明るみに出た影響で飛び降り自殺し、阿修羅のリーダー・野崎亮も改造銃で頭を撃ち抜き自殺する。（『クロヒョウ2』メインストーリー）
- 4月、朴美麗に見出された澤村遥は、アイドルを目指し上阪し、ダイナチェアに所属するとともに大阪の高校へ進学。同時期、遥の夢の妨げとなるため、自らアサガオを去り、福岡に移住していた桐生は、「永洲タクシー」の社長・中嶋洋太郎に目を掛けられ、永洲タクシーの社員となる（正体を隠すため「鈴木太一」の偽名を使用）。（『龍が如く5』）
- 6月、黒澤翼、末期の肺癌と宣告される。（『龍が如く5』）
- 6月、桐生とまゆみが出会い[14]、半ば強引に桐生のアパートに押しかけて世話を焼くようになる。（『龍が如く5』）
- 10月、エリック・トミザワ、バラクーダと悪徳警官ローマンの共謀により強盗事件の濡れ衣を着せられ懲役5年の刑で投獄される。（『龍が如く8』）
- 12月[15]、七代目近江連合会長・黒澤翼の危篤の凶報により、東城会と近江連合との均衡が崩壊、五大都市を巻き込んだ「東西全面戦争」へと発展する。森永悠、青山稔などが死亡し、朴美麗も近江連合の跡目争いの鍵となる真島（元旦那）からの手紙を狙われ殺害される（警察は自殺と判断）。事件終結後、馬場茂樹は罪を償う為に網走刑務所に再収監され、冴島も贖罪の為に網走刑務所に再収監となる。澤村遥、全てを打ち明けて芸能界を引退し、黒澤の息子・相沢聖人との死闘で負傷していた桐生一馬の元へ駈け付ける。（『龍が如く5』メインストーリー）

2013年
- 6月、桐生一馬、一命は取り留めたものの東西全面戦争の責任を負わされる形で逮捕され、遥やアサガオの子供たちのために過去の清算としてこれを受け入れて自ら刑務所に収監される。（『龍が如く6』）
- 12月、アサガオに戻り元の暮らしに戻っていた澤村遥は、「元極道に育てられた娘」と知られたことで日に日に増えていく誹謗中傷から、アサガオに迷惑がかかることを悟ってアサガオを離れて広島に向かう。（『龍が如く6』）

2015年
- 澤村遥勇、誕生。
- 12月、神室町の亜細亜街一帯で火事が発生、そこに中国系マフィア「祭汪会」がなだれ込み、東城会と勢力争いを始める。秋山駿、祭汪会に目を付けられた影響で事業を休業しホームレスに戻る決断をする。（『龍が如く6』）
- 同時期、源田法律事務所の弁護士である八神隆之は先端創薬センターで起こった殺人事件で大久保新平の弁護を担当し、無罪を勝ち取ったのを機に一躍時の人となった。しかし直後に大久保が寺澤絵美を殺害して自宅に火を放ったことで再逮捕、大久保は死刑判決を受ける。これが原因で八神は世間から「殺人者を無罪にして野に放ったインチキ弁護士」のバッシングを受けるようになり、自責の念から弁護士を辞職する。以降「八神探偵事務所」を設立し、私立探偵として活動することになる。（『JUDGE EYES:死神の遺言』）

2016年
- 桑名仁に名を改めた元教師の喜多方が、間宮由衣、赤池らかつて楠本充のいじめに加わっていた教え子たちを当時の動画を使って脅迫し、いじめの主犯だった川井信也の誘拐殺人を強要する。殺害された川井の遺体は教え子を脅迫する為の手段として冷凍保存される。桑名は川井の殺害を機に全国のいじめ加害者の殺害を開始する。( 『LOST JUDGMENT 裁かれざる記憶』)
- 6月、東城会は、祭汪会との抗争で一般人にも犠牲者が出た事で警察から責任を負わされる形になり、上層部の大吾と真島が逮捕される。（『龍が如く6』）
- 12月、桐生一馬、出所してアサガオに戻った際に遥の失踪を聞き、探し求めてやってきた神室町で遥の事故と遥の息子だという澤村遥勇の存在を知り、その謎を探るために遥が失踪中にいたとされる広島へと足を踏み入れる[16][17]。やがて祭汪会総帥、ビッグ・ロウの息子であるジミー・ロウの死を機に、祭汪会の後継者を巡るお家騒動が勃発。また、東城会、ジングォン派、陽銘連合会の三者を巻き込み、尾道に隠された日本の政界を揺るがす秘密を巡る抗争が繰り広げられていく。この騒動でハン・ジュンギ、舛添耕治、広瀬徹、来栖猛、染谷巧、菅井克己などが死亡し、大道寺稔も病死。騒動の黒幕である巌見恒雄は警察に逮捕される。また、ビッグ・ロウは後継者擁立という組織の掟を遵守できなかった報いとして粛清されることが決定し、祭汪会も日本から撤退した。その後、桐生は自ら死を偽装し今回の騒動を収束させ、遺言状で大吾と真島を釈放させ、そして刑を終えた冴島が東城会に復帰する。（『龍が如く6』メインストーリー）

2017年
- 松金組事務所にて１億円強盗事件が発生。当時電話当番を務めていた組員の海藤正治が若頭の羽村京平にケジメをとるように強要される場面に居合わせた八神は、直後に組長の松金貢に破門という言い分で海藤は難を逃れ、八神はこの時点でカタギとなった彼を弁護。これによって海藤は組を抜けるようになり、八神は後に海藤を自身の探偵事務所の助手として招き入れ、経営することになる。（『JUDGE EYES:死神の遺言』）
- 強盗事件の後日、海藤の舎弟だった東徹は、破門された海藤の汚名をそそいで松金組へ復帰させる為に奔走し、悪徳刑事の綾部から仕入れた情報を元に犯人が赤鼻と呼ばれるホームレスだった事を突き止め居場所に乗り込むが、首謀者の羽村とも遭遇し事件の裏に隠された真相を知った事で脅迫され、忠誠の証として赤鼻の殺害を強要され服従を余儀なくされる。（『JUDGE EYES:死神の遺言』）
- 極道の未来を憂う大吾と近江連合の渡瀬両名が東城会と近江連合の解散で意見を一致させるが、渡瀬が「使用者責任」の罪に問われ収監されたことで、しばらくの間、2大極道組織の解散を邪魔する可能性がある存在として、渡瀬と直接張り合うことのできる鬼仁会会長の三代目西谷誉を排除すべく、八代目近江連合直参渡瀬組若頭の鶴野裕樹が今回の解散計画の指揮役を代行することとなる。同時期、名前を変え都知事となっていた青木遼が『神室町3K作戦』遂行のため実父荒川真澄に協力を要請。大吾は『神室町3K作戦』を利用することを決め、荒川に汚れ役を依頼し、敢えて東城会を壊滅させる[注 12]。（『龍が如く7』及び『龍が如く7外伝 名を消した男』）
- 交番勤務の巡査長の江原明弘の息子で、誠稜高校の高校生の江原敏郎が同級生の御子柴弘のいじめによって自殺する。（『LOST JUDGMENT 裁かれざる記憶』）
- 海賊王・レイモンド・ローに唆されたモーティマーの裏切りにより、トレジャーハンターのジェイソン・リッチが自身の船と乗組員2名をパイレーツ・コロシアムにて失う。これを機にジェイソンはモーティマーと完全に決別し、トレジャーハンターも引退。そのままリッチ島で隠遁生活を送るようになる一方、独立したモーティマーはマッドランティスにて自身の海賊団を率い、コロシアムにて地位を獲得していくこととなる。（『龍が如く8外伝 Pirates in Hawaii』）

2018年
- 東都新聞の記者として警視庁と荒川組の癒着を追っていた三田村英二が組の差し向けた罠にかかって事故を起こす。この事故で新聞社を追われた三田村はヤクザに対して強い憎しみを抱くようになり、後にブリーチジャパンの活動に参加し東京支部長の座にまで登り詰める。（『龍が如く8』）
- 神室町でモグラと呼ばれる、名もなき犯人による眼球くり抜き連続殺人事件が発生。同時期に逮捕された羽村の弁護を担当し見事無罪を勝ち取るが、無罪判決後、源田法律事務所の新谷正道が殺害され、関西の極道組織「共礼会」、そして先端創薬センターで開発された「アドデック９」が事件のカギとなり大騒動に発展する。この騒動で松金貢、黒岩満、塩屋聡、そして一連の事件の黒幕であり、アドデック９開発のために人体実験を行っていた生野洋司が死亡し、一ノ瀬薫、森田邦彦が警察に逮捕される。騒動後、先端創薬センターは事実上の解体となり、冤罪を着せられていた大久保新平は釈放され、事件は幕を閉じた。（『JUDGE EYES:死神の遺言』メインストーリー）

2019年
- 桐生一馬、3年前の一件を機に自らの死を偽装し、自身の名とこれまでの経歴を捨て、大道寺一派のエージェント「浄龍」として活動していたが、とある事件を機に鶴野裕樹、獅子堂康生らの接触を受け、2大極道組織解散計画への協力を求められる。（『龍が如く7外伝 名を消した男』）
- 12月[注 13]、出所した春日一番が八代目近江連合若頭代行となっていた荒川に撃たれ、横浜伊勢佐木異人町に捨てられる。どん底から這い上がるためもがき苦しみながら異人町の人々から信頼を獲得し、また自分を撃った荒川の真意に気付いていく。その後蒼天堀の近江連合本部へ向かい、仲間とともに渡瀬勝の出所祝いの場での大吾・渡瀬・近江連合会長・荒川の連名での東城会と近江連合の解散宣言と、蒼天堀警察署への解散届の提出を手助けをする。一方、裏では解散に反対する渡瀬組若頭補佐の獅子堂康生が鬼仁会と共謀して反旗を翻し、桐生が死闘の末にこれを阻止。最終的に獅子堂は大道寺一派の吉村によって三代目西谷とともに身柄を確保、連行された。最終的に小笠原肇、荒川真澄、星野龍平などが死亡し、石尾田礼二、天童陽介らが生死不明となる。そして一連の事件の黒幕であった青木遼（荒川真斗）もブリーチジャパン横浜支部長・久米颯太に腹部を刺されて死亡し、久米はその後逮捕。沢城丈も星野龍平の殺害で逮捕され、さらには警視総監である堀ノ内十郎も近江連合との癒着を露見した事で失脚。その後、春日は蒼天堀で警備会社を立ち上げた大吾からの誘いを断り異人町に残る。（『龍が如く7』及び『龍が如く7外伝 名を消した男』メインストーリー）
- 東城会の解散に伴い、直系日侠連に警視庁公安課の潜入捜査官として潜り込んでいた相馬和樹は、阿久津大夢などの東城会の残党や半グレ集団を纏めて統制した組織、RKを結成する。（『LOST JUDGMENT 裁かれざる記憶』）

## 2020年代
時期不明
- 堂島大吾らが蒼天堀で経営していた警備会社が多々良チャンネルの暴露の影響により倒産（『龍が如く8』）。

2020年
- 鈴木太一として各地を放浪していた桐生一馬、核廃棄物を貯蔵する施設で働いていた時にトラブルに巻き込まれガスマスクが割れるという事故に見舞われる。（『龍が如く8』）
- 貞元美希子に名を改めた夏目美希子が、自身が経営するカフェでの嫌がらせ被害に悩んでいた影響で失踪し、後にとある山中の滝壺から遺体で発見される。（『DLC「海藤正治の事件簿」』）
- 不二宮海運の所有するタンカーが船員20名が死亡する沈没事故を起こす。後日、同財閥の令嬢不二宮千歳が元新聞記者である三田村英二の力を借りて自身の動画チャンネルで隠蔽された真相を大々的に暴露し、財閥は謝罪対応に追われる事となる。この件以降、千歳の運営する多々良チャンネルは暴露系配信者として急速に登録者数を伸ばし、注目される存在となっていく。（『龍が如く8』）

2021年
- 10月、現職警官の江原明弘が新宿駅で間宮由衣に痴漢行為を働いたとして、迷惑防止条例違反で逮捕される。同日、教育実習生の御子柴弘が自宅を出た直後、消息不明となる。（『LOST JUDGMENT 裁かれざる記憶』）
- 12月、八神隆之、友人の杉浦文也と九十九誠一が運営する探偵事務所、横浜九十九課から協力を要請され、誠稜高校におけるいじめの内部調査に乗り出すために、伊勢佐木異人町を訪れる。同時期、江原明弘が自身の痴漢事件を巡る裁判の中で異人町で見つかった死体が消息不明となっていた御子柴弘だと言い当てたことを機に大騒動に発展。痴漢事件を担当した弁護士・城崎は二つの事件が裏で繋がっている可能性を考えたことから元同僚の八神に調査を依頼する。八神は調査の末に痴漢事件が御子柴殺害時にアリバイを作るためのでっち上げだったことを証明し、事件の裏側で暗躍した半グレグループRKを利用した公安の野望を阻止する。この騒動で澤陽子、阿久津大夢らが死亡、相馬和樹、楠本玲子、坂東秀美らは逮捕、江原明弘は殺人容疑で再逮捕、御子柴殺人事件の首謀者だった桑名仁は消息を絶った。（『LOST JUDGMENT 裁かれざる記憶』メインストーリー）
- 死亡した横浜星龍会の前会長・星野龍平に代わり、新たに会長となった高部守が、海老名の罠によって組員の拳銃所持の使用者責任で警察に逮捕される。（『龍が如く8』）

2022年
- 八神探偵事務所で留守番を任されていた海藤正治の下に、IT系メガベンチャー企業CEOの貞元響也から、「死亡したはずの妻を捜索してほしい」という依頼が舞い込み、貞元と美希子との間の息子、貞元准と共に捜査を開始する。捜査を進めていく中で貞元の妻の正体は、15年前まで海藤と同棲していた恋人の夏目美希子である事が判明し、更には貞元の大学時代の同級生、剣持秋介が率いる紅蓮会も巻き込み、大騒動に発展。調査の結果、一連の事件は過去の紅蓮会との繋がりを消すことを目論む貞元によって仕組まれたものであることが判明。また、かつて紅蓮会は「リゾーム」という名前の大学サークルであり、貞元が美希子の財産を奪うため彼らを利用し、彼女の家族もろとも放火によって殺害したことが判明した。最終的に美希子に全ての罪を着せるため、剣持を含めた紅蓮会の創設メンバー全員に毒入りワインを飲ませ、ほとんどのメンバーを殺害するが、海藤との戦いの末に貞元は敗れる。その後貞元は激昂した剣持によって絞殺され、剣持も毒入りのワインの影響で死亡。事件後に海藤は美希子と准と一緒に暮らす事を決意し、事件は幕を閉じた。（『DLC「海藤正治の事件簿」』メインストーリー）

2023年
- 桐生一馬、大道寺一派による岸田茜捜索の命を受け、ハワイを訪れる。（『龍が如く8 スペシャル体験版』）
- 春日一番、暴露系配信者・多々良ひそかの告発動画により失職し、再びどん底の生活に逆戻りする。そのような中、三田村英二の手引きにより出所していた沢城から春日の実の母・茜がハワイで生きていることを伝えられ、現地へ赴くこととなる。やがて、ハワイでは宗教団体パレカナの指導者の座を巡る後継者争い、日本では横浜星龍会主導の第二次極道大解散とそれを踏まえたパレカナとの共同プロジェクトが同時に進行する一方、横浜星龍会若頭・海老名正孝による極道への復讐計画が次第に浮き彫りとなっていく。この騒動でウォン・トー、花輪喜平、ドワイト・メンデス、楢崎雅史が死亡。一連の事件の黒幕であるブライス・フェアチャイルドと海老名正孝は野望を阻止され、ブライスは警察に逮捕。海老名も桐生との戦いにより生死不明となる。また、ハワイで山井一派を率いていた山井豊は茜たちをパレカナの追っ手から逃がし、日本へ送り届ける条件と引き換えに警察に出頭。不二宮千歳は今までの罪滅ぼしのため、ブライスの不祥事を公開したのを最後に多々良チャンネルの活動に終止符を打ち、英二も警察に出頭することで事件は完全に幕を下ろす。（『龍が如く8』メインストーリー）
- 横浜星龍会とパレカナの共同事業である、ネレ島における放射性廃棄物受け入れ事業のずさんな実態が明らかになったのを機に、島周辺の海洋汚染が問題視されるようになる。（『龍が如く8外伝 Pirates in Hawaii』）

2024年
- ニューヨークの金融王であるスペイド・タッカーの支援を受けた元東城会の極道・志垣輝彦がネレ島に隠された海賊の財宝を探索すべく、放射性廃棄物の処理という名目のもと、自身を含む100人の極道をネレ島へと派遣する。（『龍が如く8外伝 Pirates in Hawaii』）
- 8月、真島吾朗、ネレ島へ向かう道中の海上にてアクシデントに見舞われ、ハワイ近海のリッチ島へと漂着する。記憶喪失の状態で現地の少年ノア・リッチに命を救われると共に、成り行きで海賊として大海原に繰り出すこととなり、やがて反社会組織連合マッドランティスの海賊やネレ島の極道、パレカナのハクの戦士らを巻き込んだ「エスペランサの財宝」の争奪戦に身を投じていく。この戦いで海賊のモーティマー、クイーン・ミシェルらが死亡し、キース、ジャック・ザ・コレクターらが生死不明となる。また、財宝による漁夫の利を目論んでいた海賊王レイモンド・ローも真島との戦いの末に白鯨に捕食され、死亡する。真島は財宝を探す中で記憶を取り戻し、ハワイにやって来た本来の目的を思い出すと共に、一連の出来事の解決を達成した後日本へ帰国する。（『龍が如く8外伝 Pirates in Hawaii』メインストーリー）